# Região metropolitana de Veracruz

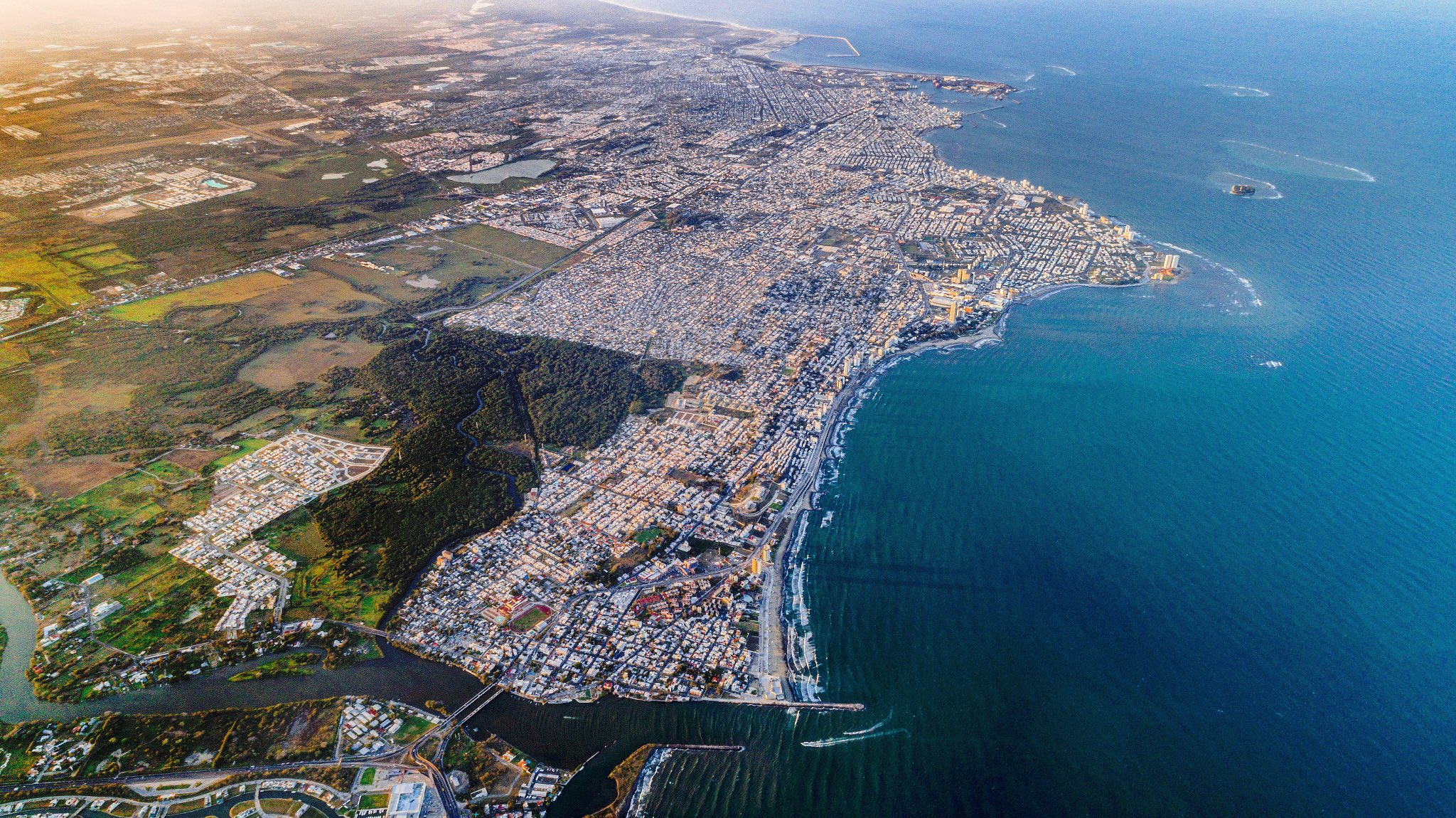
Veracruz, maior e mais populosa cidade da região metropolitana.

A Região Metropolitana de Veracruz é uma região metropolitana do México, formada pela cidade de Veracruz, capital do estado homônimo, e mais três municípios do mesmo estado.
De acordo com o censo de 2005, a região metropolitana, que é uma das vinte maiores do México, possui uma população de 741.234 habitantes, sendo a décima nona região metropolitana mais povoada do país, e 1.509 km².
Grande Veracruz, como também é chamada, é formada por quatro municípios:
- Alvarado;
- Boca do Rio;
- Medellín;
- Veracruz.

Posteriormente, Alvarado e Medellín não fazem nenhuma conurbação com Veracruz, a cidade sede, mas estão em processo de conurbação.